# Giljarovia crimeana
Espèce
Giljarovia crimeana est une espèce d'opilions dyspnois de la famille des Nemastomatidae.

## Distribution
Cette espèce est endémique de Crimée en Ukraine. Elle se rencontre dans le raïon de Simferopol et la municipalité de Yalta.

## Description
Le mâle holotype mesure 2,02 mm et la femelle paratype 2,96 mm.

## Systématique et taxinomie
Cette espèce a été décrite par Chemeris et Kovblyuk en 2012.

## Étymologie
Son nom d'espèce lui a été donné en référence au lieu de sa découverte, la Crimée.

## Publication originale
- Chemeris & Kovblyuk, 2012 : « A new species of the genus Giljarovia Kratochvil, 1959 (Arachnida: Opiliones: Nemastomatidae) from the Crimea. » Arthropoda Selecta, vol. 21, no 3, p. 243–246.